# Raión de Sortavala
El raión de Sortavala (ruso: Сортавальский район; carelio: Sortavalan piiri) es un raión municipal de la república rusa de Carelia. Se ubica en el suroeste de la república, siendo fronterizo al oeste con Finlandia. Su capital es Sortavala.
En 2019, el raión tenía una población de 30 914 habitantes.

## Administración
El raión se rige por un estatus especial ya que, a diferencia del resto de raiones de la república, existe únicamente como división municipal, es decir, como forma de autogobierno local. En el mapa administrativo de desconcentración, la ciudad de Sortavala se considera una "ciudad de importancia republicana" (directamente subordinada a la república) cuyo territorio está al mismo nivel que el de un raión, abarcando el territorio administrativo de la ciudad el territorio de autogobierno del raión. En el resto de la república, el mapa administrativo y municipal coinciden, pues las otras dos "ciudades de importancia republicana" de Carelia funcionan municipalmente como ókrug y no como raión, y el resto de raiones son tanto municipales como administrativos.

## Subdivisiones
Comprende la ciudad de Sortavala, el asentamiento de tipo urbano de Viártsilia y los asentamientos rurales de Kaalamo y Japalampi. Estas cuatro entidades locales suman un total de 50 localidades.